# アルバート・U・ワイマン
アルバート・U・ワイマン（Albert U. Wyman, 1833年 - 1915年）は、アメリカ合衆国の銀行家。第12代および第14代アメリカ合衆国財務官を務めた。
ワイマンはウィスコンシン州マディソンで育った。公立学校で教育を受けた後、父親の印刷業に参加。その後銀行業に転じた。彼は当初はマディソン市内で働いたが、後にネブラスカ州オマハに移った。
1863年、ワイマンはアメリカ合衆国財務官室の事務官となった。彼は出納官補に任ぜられ、1868年1月1日の辞任まで務めた。彼は1875年4月1日に財務官室に復帰し、財務官補に就いた。
1876年6月28日、ユリシーズ・グラント大統領はワイマンをアメリカ合衆国財務官に指名した。連邦上院は翌日にこれを承認。彼は1876年7月8日付で着任し、1877年7月1日まで在任した。彼は1879年9月に再び財務官室に復帰し、出納官に就任。1883年、チェスター・アーサー大統領はワイマンを2度目のアメリカ合衆国財務官に指名。ワイマンは1883年4月1日から1885年4月30日まで財務官を務めた。
その後ワイマンはオマハへ戻り銀行家としてオマハ・トラスト・カンパニーに勤務、最終的に社長となった。